# Wybory parlamentarne w Dominikanie w 2010 roku
Wybory parlamentarne w Dominikanie w 2010 roku – wybory do Kongresu Narodowego Dominikany przeprowadzone 16 maja 2010. Zwycięstwo w wyborach odniosła rządząca Partia Wyzwolenia Dominikany (PLD) prezydenta Leonela Fernándeza.

## Organizacja wyborów
W wyborach obywatele decydowali o obsadzie 183 miejsc w Izbie Deputowanych oraz 32 miejsc w Senacie. Równocześnie z wyborami parlamentarnymi odbyły się wybory lokalne, w których do obsady było 155 stanowisk burmistrzów, a także wybory 20 deputowanych do Parlamentu Środkowoamerykańskiego. Uprawnionych do głosowania było ponad 6 mln obywateli.
Parlament Dominikany wybierany jest co 4 lata, poprzednie wybory odbyły się w maju 2006. Faworytem wyborów pozostawała rządząca liberalna Partia Wyzwolenia Dominikany (PLD) prezydenta Leonela Fernándeza. Jej głównym rywalem była opozycyjna socjaldemokratyczna Dominikańska Parta Rewolucyjna (PRD) na czele z Miguelem Vargasem Maldonado.

## Przebieg i wyniki wyborów
W dniu głosowania 16 maja 2010 w starciach między zwolennikami PLD i PRD zginęło 5 osób, a 13 zostało rannych. Prezydent Fernandez potępił akty przemocy. 
Zdecydowane zwycięstwo w wyborach odniosła rządząca Partia Wyzwolenia Dominikany, która zdobyła 105 mandatów w Izbie Deputowanych i 31 mandatów w Senacie. Opozycyjna Dominikańska Partia Rewolucyjna zdobyła 75 miejsc w Izbie Deputowanych, a Chrześcijańsko-Społeczna Partia Reformistyczna (PRSC) 3 mandaty w izbie niższej i jeden mandat w izbie wyższej. W wyborach deputowanych do Parlamentu Środkowoamerkańskiego PLD zdobyła 10 mandatów, PRD – 9, a PRSC – 1 mandat. W wyborach lokalnych PLD obsadziła 91 urzędów burmistrzów, PRD – 58, a PRSC – 4 urzędy.
Organizację wyborów monitorowało 50 obserwatorów z Organizacji Państw Amerykańskich (OPA). Stwierdzili oni, że generalnie głosowanie przebiegło normalnie, pomimo odnotowania pojedynczych aktów przemocy. Obserwatorzy z OPA skrytykowali jednocześnie wykorzystywanie publicznych mediów dla potrzeb jednej partii politycznej i nierównowagę w finansowaniu kampanii spowodowaną brakiem granicy maksymalnych wydatków na nią. Opozycja zarzuciła PLD wykorzystywanie państwowych funduszy i publicznej telewizji na potrzeby swojej kampanii wyborczej.
- Wyniki wyborów parlamentarnych:

| Partia polityczna                                                                    | Liczba głosów | %     | Liczba deputowanych | Liczba senatorów |
| ------------------------------------------------------------------------------------ | ------------- | ----- | ------------------- | ---------------- |
| Partia Wyzwolenia Dominikany (Partido de la Liberación Dominicana)                   | 1 804 727     | 54,62 | 105                 | 31               |
| Dominikańska Partia Rewolucyjna (Partido Revolucionario Dominicana)                  | 1 384 206     | 41,89 | 75                  | 0                |
| Chrześcijańsko-Społeczna Partia Reformistyczna (Partido Reformista Social Cristiano) | 48 308        | 1,46  | 3                   | 1                |
| Partido Revolucionario Social Demócrata                                              | 20 482        | 0,62  | —                   | —                |
| Movimiento Independencia, Unidad y Cambio                                            | 15 821        | 0,48  | —                   | —                |
| Dominicanos por el Cambio                                                            | 15 392        | 0,48  | —                   | —                |
| Partido Revolucionario Independiente                                                 | 7 976         | 0,24  | —                   | —                |
| Unión Demócrata Cristiana                                                            | 3 915         | 0,12  | —                   | —                |
| Partido Demócrata Institucional                                                      | 1 734         | 0,05  | —                   | —                |
| Alianza Social Dominicana                                                            | 553           | 0,02  | —                   | —                |
| Partido Verde de la Unidad Democrática                                               | 520           | 0,02  | —                   | —                |
| Razem (frekwencja ~58%)                                                              | 3 304 174     | 100%  | 183                 | 32               |
| Źródło:                                                                              |               |       |                     |                  |